# Lipníky
Lipníky (em húngaro: Lipnikpuszta) é um município da Eslováquia, situado no distrito de Prešov, na região de Prešov. Tem 3,79 km² de área e sua população em 2018 foi estimada em 503 habitantes.

## Demografia
| Ano:        | 1994 | 2004   | 2014   | 2024    |
| ----------- | ---- | ------ | ------ | ------- |
| Broj ljudi: | 430  | 466    | 473    | 587     |
| Razlika:    |      | +8,37% | +1,50% | +24,10% |

| Ano:               | 2023 | 2024   |
| ------------------ | ---- | ------ |
| Número de pessoas: | 571  | 587    |
| Diferença:         |      | +2,80% |